# Mesophthalma idotea
Mesophthalma idotea is een vlindersoort uit de familie van de prachtvlinders (Riodinidae), onderfamilie Riodininae.
Mesophthalma idotea werd in 1851 beschreven door Westwood.